# Бетрак
Бетрак (фр. Bétracq) насеље је и општина у југозападној Француској у региону Аквитанија, у департману Атлантски Пиринеји која припада префектури По.
По подацима из 2011. године у општини је живело 48 становника, а густина насељености је износила 10,21 становника/km². Општина се простире на површини од 5 km². Налази се на средњој надморској висини од 225 метара (максималној 273 m, а минималној 151 m).

## Демографија
| 1962. | 1968. | 1975. | 1982. | 1990. | 1999. | 2011. |
| ----- | ----- | ----- | ----- | ----- | ----- | ----- |
| 82    | 88    | 81    | 77    | 85    | 65    | 48    |

График промене броја становника у току последњих година